# Lliga Democràtica
Lliga Democràtica é um partido político e organização da Catalunha, fundado em 2019. Reunida em torno da candidatura de Manuel Valls nas eleições municipais de Barcelona em 2019, ela está posicionada contra o movimento independentista da Catalunha.

## História
Sua fundação foi anunciada em 7 de agosto de 2019. A organização, aguardando a conclusão de seu registro como partido político no registro do Ministério do Interior, havia se dotado de um executivo provisório, com Astrid Barrio como presidente, José Nicolás de Salas Moreno como vice-presidente, Josep Ramon Bosch como secretário-geral, Aitor Agea como secretário organizacional e Alex Miró como secretário de finanças, com intenções de que essa cúpula gerenciasse a organização até a celebração de um congresso fundador marcado para o outono de 2019. A aspiração do partido de liderar um "catalanismo moderado de centro-direita" também foi destacada na imprensa da época.